# Crossbreed
Crossbreed é uma banda de metal industrial norte-americana formada na Florida.

## Membros
- James Rietz - vocal
- Roach - guitarra e programação
- Corey Floyd - baixo
- Angel - bateria
- Ian Hall - teclados
- Kemikal - teclados

## Discografia
- Synthetic Division (2001)
- New Slave Nation (2005, EP)